# Dedina Mládeže
Dedina Mládeže (em húngaro: Ifjúságfalva) é um município da Eslováquia, situado no distrito de Komárno, na região de Nitra. Tem 12,78 km² de área e sua população em 2018 foi estimada em 459 habitantes.

## Demografia
| Ano:        | 1994 | 2004   | 2014   | 2024   |
| ----------- | ---- | ------ | ------ | ------ |
| Broj ljudi: | 527  | 499    | 454    | 415    |
| Razlika:    |      | -5,31% | -9,01% | -8,59% |

| Ano:               | 2023 | 2024   |
| ------------------ | ---- | ------ |
| Número de pessoas: | 424  | 415    |
| Diferença:         |      | -2,12% |